# Малышево (Забайкальский край)
Ма́лышево — село в Шелопугинском районе Забайкальского края России. Входит в состав сельского поселения «Шелопугинское». Основано в XVIII веке.

## География
Село находится в южной части района, на левом берегу реки Унда, при автодороге 76А-008, на расстоянии примерно 12 км (по прямой) к юго-востоку от села Шелопугино, административного центра района. Абсолютная высота — 716 м над уровнем моря.
Климат
Климат характеризуется как резко континентальный, с продолжительной морозной малоснежной зимой и коротким тёплым летом. Средняя многолетняя температура самого холодного месяца (января) составляет −33,6 °С (абсолютный минимум — −59 °С), температура самого тёплого (июля) — 17,7 °С (абсолютный максимум — 36 °С). Безморозный период длится в течение 74 дней. Среднегодовое количество осадков — 359 мм.
Часовой пояс
Село Малышево находится в часовой зоне МСК+6. Смещение применяемого времени относительно UTC составляет +9:00.

## Население
| 2010 | 2021 |
| ---- | ---- |
| 146  | ↘120 |

Половой состав
По данным Всероссийской переписи населения 2010 года, в гендерной структуре населения мужчины составляли 52,1 %, женщины — соответственно 47,9 %.
Национальный состав
Согласно результатам переписи 2002 года, в национальной структуре населения русские составляли 99 % из 194 чел..

## Инфраструктура
В селе действуют начальная школа и фельдшерско-акушерский пункт.